# Amet
Amet è una suddivisione dell'India, classificata come municipality, di 16.669 abitanti, situata nel distretto di Rajsamand, nello stato federato del Rajasthan. In base al numero di abitanti la città rientra nella classe IV (da 10.000 a 19.999 persone).

## Geografia fisica
La città è situata a 25° 18' 0 N e 73° 55' 60 E e ha un'altitudine di 574 m s.l.m..

## Società

### Evoluzione demografica
Al censimento del 2001 la popolazione di Amet assommava a 16.669 persone, delle quali 8.530 maschi e 8.139 femmine. I bambini di età inferiore o uguale ai sei anni assommavano a 2.518, dei quali 1.347 maschi e 1.171 femmine. Infine, coloro che erano in grado di saper almeno leggere e scrivere erano 11.054, dei quali 6.483 maschi e 4.571 femmine.